# Tsutomu Yamaguchi
Pour les articles homonymes, voir Yamaguchi.
Tsutomu Yamaguchi (山口 彊, Yamaguchi Tsutomu) est un ingénieur japonais né le 16 mars 1916 et mort le 4 janvier 2010 d'un cancer de l'estomac. Il est la seule personne reconnue comme ayant survécu aux deux bombardements atomiques d'Hiroshima et de Nagasaki.

## Deux bombardements subis
Le 6 août 1945, c'est le dernier jour de sa mission de 3 mois aux chantiers navals Mitsubishi heavy Industries de la ville d'Hiroshima. Il doit prendre le train pour rentrer chez lui dans la ville de Nagasaki où l'attendent son fils et sa femme. Ce jour la néanmoins, la ville est touchée par Little Boy, la première bombe atomique de l'histoire. Celle-ci fit, selon le Musée du mémorial de la Paix de Hiroshima, 140 000 morts. Il perd connaissance, a les bras et une partie du visage brûlés au troisième degré et a temporairement perdu la vue et l'ouïe. Il perd par la suite définitivement l'usage de son oreille gauche et garde d'importantes cicatrices à vie.
Malgré cela, Yamaguchi, après avoir passé la nuit dans un abri de fortune dans les décombres de la ville avec quelques autres survivants, prend le train pour revenir dans sa ville d'origine Nagasaki.
Le 9 août, celle-ci est à son tour détruite par la seconde bombe atomique Fat Man. Tsutomu Yamaguchi réchappe à cette attaque, celle-ci ayant fait, selon les mêmes estimations, 70 000 victimes.
Bien qu'il ait tenu à parler de ce qu'il a vécu dès les années 80, sa famille lui demanda de garder le silence. Les hibakusha — nom donné aux survivants des bombes atomiques — subissant des discriminations au sein de la société et dans le monde professionnel, notamment en raison des problèmes de santé qu'ils étaient susceptibles de développer dans le futur.
Mais après avoir vu sa femme et son fils mourir de cancers, et alors qu'il est convaincu qu'il s'agissait de conséquences des radiations, il décide de s'engager pour la paix et pour l'abolition des armes nucléaires dans le monde. Il réalise aussi de nombreuses interventions dans les médias, ou encore devant des lycéens afin de promouvoir son combat en faveur de la paix et contre les armes nucléaires, et cela jusqu’à sa mort en janvier 2010 d'un cancer de l'estomac.

## Double statut d'hibakusha
S'il est reconnu hibakusha (« survivant de la bombe ») pour le bombardement de Nagasaki, le gouvernement japonais ne reconnaît que 63 ans plus tard, le 23 mars 2009, qu'il est également une victime de celui d'Hiroshima. Il est la seule personne reconnue comme survivant des deux explosions nucléaires.

## Postérité et références
Dès 2005 et sa prise de parole, de nombreuses productions vont s’intéresser à son histoire. Il écrit notamment Le Camphrier irradié, livre où il raconte lui-même sa propre histoire. En 2006, un documentaire intitulé Twice retrace son parcours.